# Saint John's College (Oxford)

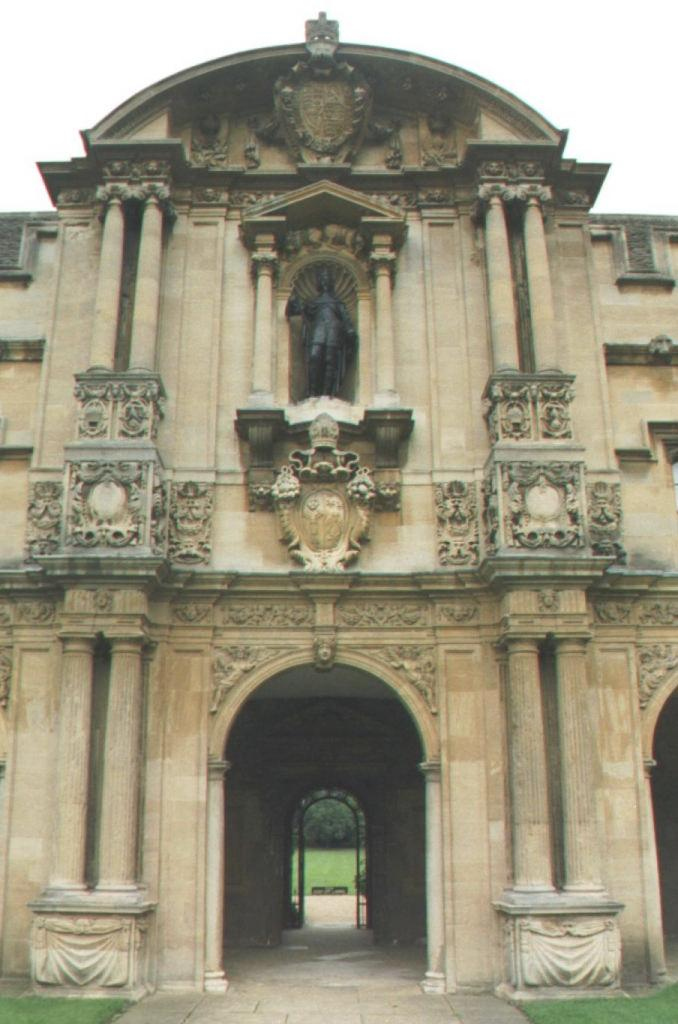
Entrada principal.

El Saint John's College és un dels colleges que constitueixen la Universitat d'Oxford, al Regne Unit. Va ser fundat l'any 1555 pel comerciant Sir Thomas White, que té el cor enterrat a la capella. El college és reconegut pel fet de ser el més ric d'Oxford, amb un pressupost estimat el 2006 de 304 milions de lliures, i els resultats que obtenen els estudiants el situen habitualment en la primera posició de la University's Norrington Table.

## Història
Thomas White era catòlic i originàriament va crear el Saint John's com una font de clergues catòlics per donar suport a la Contrareforma. Sant Edmund Campion, un màrtir catòlic, va ser alumne del Saint John's.
Inicialment, aquest college era de dimensions reduïdes i no estava ben dotat econòmicament.
El Saint John's va esdevenir un centre formador de clergues anglicans, però aviat es va decantar cap al Dret i la Medicina. Entre els seus estudiants hi ha l'arquebisbe Laud, el pare i els germans de Jane Austen, la intel·lectual Sidney Ball, l'advocat i polític bengalí Abdur Rasul i, més recentment, Tony Blair.

## Edificis del college
La major part dels edificis del college estan organitzats en set patis:
- El Pati Principal: del segle xv, formava part de l'antic monestir de Saint Bernard.
- El Pati de Canterbury: exemple d'arquitectura renaixentista italiana a Oxford.
- El Pati del Dofí: al lloc que ocupava l'antic Dolphin Inn.
- El Pati del Jardí: un pati neoitalià modern (1993).
- El Pati Nord: una barreja irregular d'edificis dels segles XVIII, XIX i XX.

## Antics alumnes
- Kingsley Amis
- Tony Blair
- Edmund Campion
- George Cave
- Victoria Coren
- Evan Davis (periodista)
- Reginald de Koven
- Alan Duncan
- Gwynfor Evans
- James Eyre
- Reginald John Farrer
- Príncep Fumihito del Japó
- Geoffrey Gallop
- Adrian Goldsworthy
- Robert Graves
- Ralph Hartley
- Eric Heaton
- Robert Henley, 1r comte de Northington
- A. E. Housman
- Roger Howell, Jr.
- Edward James (màrtir)
- Simon Jenkins
- William Juxon
- Khoo Boon Hui
- John Lanchester
- Philip Larkin
- William Laud
- Henry Longueville Mansel
- Rhodri Morgan (Primer Ministre de l'Assemblea Gal·lesa)
- Gilbert Murray
- Lester B. Pearson
- Peter Preston
- William Mitchell Ramsay
- Dean Rusk
- James Shirley
- J. K. Stanford
- Sir Peter Frederick Strawson
- D. J. Taylor
- Sir Stephen Richards (Lord Justice)
- Jethro Tull
- Stephen Wolfram
- John Wain
- Yannis Philippakis